# Tisamenus alviolanus
Tisamenus alviolanus ist eine Gespenstschrecken-Art, die auf der philippinischen Insel Negros heimisch ist.

## Merkmale
Tisamenus alviolanus ist eine kleine bis mittlere Tisamenus-Art. Sie ähneln stark der etwas größeren Tisamenus cervicornis. Die Männchen von Tisamenus alviolanus erreichen 27,4 bis 34,0 mm Länge. Ihre Hinterschenkel (Metafemora) sind ventrobasal, also an der Innenseite der Basis, nur leicht schräg geschwollen, während sie bei der etwas größeren Tisamenus cervicornis dort deutlicher abgerundete Schwellungen aufweisen. Wie bei diesen erreicht das für die Gattung typische Dreieck auf dem Mesonotum gut die Mitte des Mesonotums. Es ist länger als breit und bildet ein gleichschenkliges Dreieck.
Die Weibchen werden 44,0 bis 46,8 mm lang. Wie bei der größeren Tisamenus cervicornis ist ihr Dreieck auf dem Metanotum etwas breiter als lang und bildet ein ungefähr gleichseitiges Dreieck. Es ist an der Basis, also dem Vorderrand des Mesonotums, breiter und dadurch insgesamt größer als bei Tisamenus cervicornis. Zwar erreicht es wie bei diesen nicht die Mitte des Mesonotums, aber deutlich mehr als ein Drittel von dessen Länge. Auf den Terga zwei bis fünf des Abdomens befinden sich mittig kleine, paarige Stacheln. Der als Subgenitalplatte bezeichnete, untere Anteil des Ovipositors überragt den oberen Anteil, das Epiprokt nur minimal. Das Epiprokts läuft bei Tisamenus alviolanus spitz zu und bildet von oben betrachtet ein Dreieck, während es bei Tisamenus cervicornis fast parallelseitig verläuft und am Ende stumpf gerundet ist.
Die Eier sind 3,7 mm lang, 2,24 mm breit und 2,6 mm hoch. Verglichen mit Tisamenus cervicornis sind die Eier etwas bauchiger. Die drei Fortsätze der Mikropylarplatte bilden, wie für die Gattung typisch, ein auf dem Kopf stehendes Y. Ihr dorsaler Fortsatz ist breiter, paralleler und runder, als bei Tisamenus cervicornis, bei der dieser zur Spitze schmaler wird. Die beiden anderen Fortsätze sind vergleichsweise kurz und erreichen die Längsmittelachse der Kapsel nicht. Bei Tisamenus cervicornis reichen sie über die Mittelachse (Siehe auch Bau des Phasmideneies).

## Vorkommen
Tisamenus alviolanus ist die bisher einzige bekannte Tisamenus-Art von der Insel Negros. Das Typusmaterial stammt vom Vulkan Kanlaon. Dieser liegt etwa im Zentrum der Provinz Negros Occidental die den Nordwesten Negros einnimmt. Weitere Funde stammen aus Don Salvador Benedicto, ebenfalls in der Provinz Negros Occidental, sowie aus Dumaguete im Süden Negros in der Provinz Negros Oriental.

## Systematik
Ireneo L. Lit, Jr. bearbeitete in einer 2010 veröffentlichten Arbeit, die 1939 von James Abram Garfield Rehn und seinem Sohn John William Holman Rehn aufgestellte Deplantus-Gruppe. In diese Gruppe stellte er auch Tisamenus alviolanus, welche er zusammen mit Orlando L. Eusebio beschrieb. Die Art wurde anhand von insgesamt vier Weibchen und drei Männchen beschrieben, die alle als Typen im Entomologischen Museum des Museums of National History der Universität der Philippinen in Los Baños (UPLB) hinterlegt sind. Eines der Weibchen wurde als Holotypus, ein Männchen als Allotypus und die restlichen Tiere als Paratypen deklariert. Alle Tiere wurden zwischen dem 17. und 24. Juni 2007 am Kanlaon von P. A. Alviola und E. A. Cosico gesammelt. Der Artname „alviolanus“ ist ein patronymisches Adjektiv zu Ehren des zuvor verstorbenen Kurators der Wirbeltiersammlung des Museums of National History der UPLB Prof. Pedro L. Alviola (* 9. April 1948; † 24. Mai 2007).
Frank H. Hennemann untersuchte für seine taxonomische Bearbeitung der Gattung Tisamenus zwei Weibchen und ein Männchen der Art aus der Sammlung des Museums für Naturwissenschaften in Brüssel und ein weiteres Weibchen aus seiner eigenen Sammlung. In seiner 2025 veröffentlichten Arbeit beschreibt er die morphologischen Unterschiede dieser Tiere zu Tisamenus cervicornis als so gering, dass eine eindeutige Unterscheidung beider Arten nahezu unmöglich ist. Lediglich das unterschiedliche Verbreitungsgebiet und geringe Unterschiede in der Eiermorphologie sprechen dafür, Tisamenus alviolanus vorerst als eigene Art zu erhalten, bis mehr Exemplare untersucht worden sind bzw. DNA-Proben verglichen werden konnten.